# Chaoyang (district)
Chaoyang (Vereenvoudigd Chinees: 朝阳区; Hanyu pinyin: Cháoyáng Qū) is een van de districten van de Chinese hoofdstad Peking. In het district liggen veel ambassades. De oppervlakte van het district is 475 km². Het district telt ca. 3,5 miljoen inwoners (2010). De beroemde barstraat Sanlitun, het Centraal handelsdistrict en het Olympisch Park dat is gebouwd voor de Olympische Zomerspelen van 2008 liggen in het district.
Het internationaal vliegveld van Peking (Beijing Capital International Airport) behoort ook tot het grondgebied van het district, via een exclave op het grondgebied van het district Shunyi.

## Belangrijke gebieden en bezienswaardigheden in het district
- Beijing Capital International Airport
- Centraal handelsdistrict van Peking
- Chaowai
- Chaoyangmen
- Chaoyangpark
- Dabeiyao
- Guomao
- Hepingli
- Sanlitun
- Museum van Chinese Nationaliteiten en Minderheden
- Olympisch Park (met het Nationaal Stadion van Peking)
- Chinees museum voor wetenschap en technologie